# ورخنیه شیلوو
ورخنیه شیلوو (به لاتین: Verkhneye Shilovo) یک منطقهٔ مسکونی در روسیه است که در استان آرخانگلسک واقع شده‌است.